# Daisuke Tonoike
Daisuke Tonoike (外池 大亮, Tonoike Daisuke) est un footballeur japonais né le 29 janvier 1975.